# ピーコック魔法瓶工業
ピーコック魔法瓶工業株式会社（ピーコックまほうびんこうぎょう、The Peacock Vacuum Bottle Co., Ltd.）は、大阪府大阪市福島区に本社を置く、魔法瓶などの製造メーカーである。一般的には旧社名の孔雀印魔法瓶として名が知られている。
なおピーコック株式会社は、輸出部門を担当する関連会社であり、ピーコック魔法瓶工業株式会社が親会社である。

## 会社概要
創業者の山中雅文が、1950年（昭和25年）に大阪で孔雀印魔法瓶工業を設立し、輸出向けの魔法瓶の製造を開始する。社名の「孔雀」は、同じく大阪で、既に同業界の大手として、名を馳せていた象印マホービンとタイガー魔法瓶に倣って動物由来から名付けられた。
前出の同業大手2社から遅れて設立されたこともあり、国内での知名度で遅れを取るも、海外向け製品を多く製造・輸出して知名度を獲得すると共に、創業から4年が経過した1954年（昭和29年）には、国内販売が開始される。
現在では、魔法瓶の他にランチジャーやアウトドア用のウォータークーラーの他、チーズフォンデュ用の鍋も製造している。ただし前出の同業2社の主力製品である電気炊飯器などの家庭用電化製品のラインナップはまだ少数である。

## 主な製品
- 魔法瓶
- チーズフォンデュ用機器
- 電気ポット
- ホットプレート
- ランチジャー
- アウトドア用品

ウォーターキーパー
ステンレスボトル
カセットコンロ
など